# José Robles Pazos
José Robles Pazos (Santiago de Compostela, 26 de septiembre de 1897-¿Valencia?, 1937) fue un filólogo, traductor, profesor de literatura española, pintor y político socialista español, asesinado durante la guerra civil española. Tradujo, entre otros, al escritor estadounidense John Dos Passos, gran amigo personal suyo desde que se conocieran en Madrid en 1916.

## Biografía
Fue hijo legítimo de Ramón Robles Rodríguez, natural de Mondújar, municipio de Chite y Talará, provincia de Granada, y de Ermitas Pazos Vieites, oriunda de Mombuey, provincia de Zamora. Fue bautizado en la iglesia de San Pedro Apóstol de la ciudad de Santiago en fecha veintiocho de septiembre del año 1897. Fueron padrinos Antolín Pazos Vieites y María Pazos Vieites, tíos maternos del bautizado. Aunque compostelano de nacimiento, se crio en Madrid, donde estudió Filosofía y Letras. Tras licenciarse en 1918, comenzó a trabajar como profesor de Literatura española y al año siguiente se casó con Márgara Villegas, hermana de Amparo Villegas, célebre actriz de la época. En 1920 solicitó una plaza, que le fue concedida, como profesor de lengua española en la Universidad Johns Hopkins de Baltimore. Debido a sus penurias económicas, tuvo que solicitar una ayuda para poder trasladarse hasta allí con su mujer y su recién nacido hijo Francisco. En 1924, nació en Estados Unidos su hija Margarita. La familia solía pasar las vacaciones académicas en España, principalmente en Madrid, donde Robles disfrutaba asiduamente de algunas tertulias de café.
Entre abril de 1927 y enero de 1928 colaboró en La Gaceta Literaria, en la sección titulada «Libros yankis», donde comentaba aspectos y novedades literarias de aquel país, acompañándolo algunas veces con ilustraciones propias.
En Estados Unidos el matrimonio siempre contó con la amistad y apoyo de John Dos Passos, de quien traducirían al español dos de sus obras, Manhattan Transfer y Rocinante vuelve al camino, que serían publicadas en la Editorial Cenit, de Madrid. También en esa misma editorial fue publicada la traducción que Robles hizo de Babbitt, de Sinclair Lewis.
Compaginó su labor docente con sus trabajos de erudición, especializándose en el teatro clásico español. En 1935 apareció una recopilación suya del Cancionero teatral de Lope de Vega al mismo tiempo que se publicaba una obra destinada a estudiantes norteamericanos de español, Cartilla española, una colección de textos en español con ejercicios y vocabulario.
Simpatizante del socialismo, el inicio de la guerra civil española lo sorprendió durante unas vacaciones en su país natal y solicitó un permiso a la Universidad para permanecer en España, poniéndose al servicio del gobierno de la República Española. Fue destinado como traductor al Ministerio de la Guerra, llegando hasta teniente coronel. Pese a que Robles era un militante de izquierdas bastante contrario al comunismo estalinista, por sus conocimientos del idioma ruso fue asignado como intérprete y colaborador del general soviético Vladimir Gorev, quien había sido enviado por el gobierno de la URSS como asesor militar para apoyar al Ejército Popular de la República.
En diciembre de 1936, encontrándose en Valencia, adonde se había desplazado acompañando al gobierno, Robles fue arrestado por agentes españoles de filiación comunista en su propio domicilio. Las pesquisas de su mujer por conocer su paradero dieron su fruto, consiguiendo verlo en un par de ocasiones, y aunque él la tranquilizara asegurándole que debía de tratarse de un error ocurrió lo peor. Desapareció sin dejar rastro y, nunca se encontró su cuerpo.
John Dos Passos visitó la España republicana poco después y allí supo de la desaparición de Robles, sin hallar respuestas convincentes más allá de que había sido arrestado como "espía fascista", lo cual le pareció inverosímil. La desaparición de José Robles fue el motivo de la ruptura de la amistad que hasta entonces hubo entre los escritores estadounidenses John Dos Passos y Ernest Hemingway después de que éste, también presente en España en la misma época, burlándose de los escrúpulos de Dos Passos justificara el asesinato de Robles como "necesario y correcto para la causa".

## Traducciones
- Stevenson, Robert Louis: El diablo de la botella, 1926